# Guillermo Donoso Alonso
Guillermo Donoso Alonso (Gijón, Asturias, España, 8 de julio de 1995) es un futbolista español que juega de centrocampista en el Xerez DFC de la Tercera Federación.

## Trayectoria
Formado en las categorías inferiores del Real Sporting de Gijón, debutó en la Segunda División B con el Real Sporting de Gijón "B" en la campaña 2012-13. Al término de la temporada 2015-16, tras el descenso a Tercera División del filial sportinguista y no alcanzar un acuerdo con el club para renovar su contrato, fichó por el Córdoba C. F. Tras concluir la temporada 2016-17 se desvinculó del club cordobés y fichó por el C. D. Lugo. El 31 de enero de 2018 fue cedido a la S. D. Ponferradina hasta el final de la campaña 2017-18.
El 24 de julio de 2020, se compromete con el Real Unión Club de la Segunda División B.
El 30 de agosto de 2021, firma por el Palencia C.F. S.A.D. de la Tercera Federación.
En julio de 2022, firma por el C. F. Rayo Majadahonda de la Primera Federación.
El 30 de enero de 2022, firma por el Xerez DFC.

## Clubes
| Club                       | País   | Año       |
| -------------------------- | ------ | --------- |
| Real Sporting de Gijón "B" | España | 2013-2016 |
| Córdoba C. F.              | España | 2016-2017 |
| C. D. Lugo                 | España | 2017-2018 |
| S. D. Ponferradina         | España | 2018      |
| C. D. Lugo                 | España | 2018-2019 |
| S. D. Ponferradina         | España | 2019-2020 |
| Real Unión Club            | España | 2020-2021 |
| Palencia C.F. S.A.D.       | España | 2021-2022 |
| C. F. Rayo Majadahonda     | España | 2022-2023 |
| Xerez DFC                  | España | 2023-     |